# Гордон, Джоди
Джо́ди Ли Го́рдон (англ. Jodi Lee Gordon; 1 февраля 1985, Маккай, Куинсленд, Австралия) — австралийская актриса

 и фотомодель.

## Биография и карьера
Джоди Ли Гордон родилась 1 февраля 1985 года в Маккае (штат Куинсленд, Австралия) в семье Рэя и Бронуин Гордон. У Джоди есть старший брат — Бен Гордон. После того как Гордон исполнилось 8 лет, её семья часто переезжала и в итоге обосновалась в Сиднее. С 12 до 16 лет она занималась нетболлом.
Джоди начала карьеру в качестве фотомодели в 1998 году, выиграв модельное соревнование. Во время работы моделью, Гордон жила в Лондоне и Милане.
В 2005 году Джоди дебютировала в кино, сыграв роль Марты МакКензи в телесериале «Домой и в путь», в котором она снималась до 2010 года, а в 2006 году получила премию «Logie Awards» в номинации «Самая популярная и талантливая женщина» за эту роль. Всего Гордон сыграла в 9-ти фильмах и телесериалах.
С 2012 по 2015 год Гордон была замужем за регбистом Брэтом Анастой. У бывших супругов есть дочь — Элия Анаста (род. 2 марта 2014).

## Избранная фильмография
| Год       |   | Русское название | Оригинальное название | Роль           |
| --------- | - | ---------------- | --------------------- | -------------- |
| 2005—2010 | с | Домой и в путь   | Home and Away         | Марта МакКензи |
| 2011      | ф | Кубок            | The Cup               | Триш Оливер    |
| 2012      | с | Тёмная сторона   | Underbelly:Badness    | Кайли Кеох     |
| 2016      | с | Соседи           | Neighbours            | Элли Конуэй    |